# Loop C Comfort Station
La Loop C Comfort Station est un bâtiment abritant des toilettes publiques dans le comté de Garfield, dans l'Utah, aux États-Unis. Située au sein du parc national de Bryce Canyon, elle a été construite entre 1937 et 1938 dans le style rustique du National Park Service. Elle est inscrite au Registre national des lieux historiques depuis le 25 avril 1995.